# Streifenbrust-Zaunkönig
Der Streifenbrust-Zaunkönig (Cantorchilus thoracicus) ist eine Vogelart aus der Familie der Zaunkönige (Troglodytidae), die in Nicaragua, Costa Rica und Panama verbreitet ist. Der Bestand wird von der IUCN als nicht gefährdet (Least Concern) eingeschätzt. Die Art gilt als monotypisch.

## Merkmale
Der Streifenbrust-Zaunkönig erreicht eine Körperlänge von etwa 11,5 bis 12,5 cm bei einem Gewicht von 17,6 cm. Er ist durch sein Brustmuster leicht von anderen Arten zu unterscheiden. Die Zügel sind schwärzlich grau, die Kopfseiten und der Nacken sind schwärzlich grau mit auffälligen weißen Strichen.  Der Oberkopf ist graubraun, der Rücken, die Schultern, die Armdecken und der Bürzel sind umbraun, wobei die Flügeldecken enge schwarze Streifen aufweist. Die Handschwingen und die Armschwingen sind matt gelbbraun bis braun, mit feinen schwarzen Streifen. Die matt schwärzlichen Steuerfedern werden von gelbbraun bis braunen Binden durchzogen. Die Kehle und die Brust sind auffällig und großflächig schwarz mit weißen und grauen Strichen, die dem Aussehen von Tränen ähneln. Diese heben sich stark vom matt olivebraunen Hinterbauch ab, der auch keine Markierungen aufweist. Die Augen sind rotbraun, der Oberschnabel gräulich schwarz, der Unterschnabel bläulich grau und die Beine graubraun. Beide Geschlechter ähneln sich. Jungtiere sind auf der Oberseite rußiger, der Oberkopf wirkt schwarz geschuppt, die Kehle und die Brust sind gräulich braun mit unregelmäßigen weißen und dunklen Strichen. Die Augen wirken matt braun.

## Verhalten und Ernährung
Nur wenige Daten zur Ernährung des Streifenbrust-Zaunkönigs liegen vor. Zur Beute zur Fütterung ihrer Jungtiere gehören Webspinnen, Schmetterlinge, Raupen, Schaben und andere Insekten. Typischerweise sucht er sein Futter in den niederen Straten im Inneren dichter Vegetation.

## Lautäußerungen
Der Gesang des Streifenbrust-Zaunkönigs beinhaltet zwei unterschiedliche Liedtypen, die sich sehr voneinander unterscheiden. Der erste ist im Morgengrauen eine regelmäßige, eintönige Serie von Pfiffen und Tönen, die sehr dem Gesang von kleinen Eulen wie dem Brasilzwergkauz (Glaucidium brasilianum) ähneln. Dieser wird nur von einzelnen Vögeln von sich gegeben, vermutlich vom Männchen. Der zweite Typ ist ein antiphonisches Duett beider Geschlechter. Es klingt wie eine fröhliche Serie flüssiger blubbernder Pfiffe bestehend aus ca. sechs bis zehn Tönen. Jungtiere geben einen süßen, ausschweifenden Gesang von sich, der sich stark von dem der ausgewachsenen Tiere unterscheidet. Die Alarmtöne beinhalten rollende tscherk oder tsch-r-r-k-Töne, aber auch eine Serie sehr weichen kehligen Geschnatters.

## Fortpflanzung
In Costa Rica dauert die Brutsaison des Streifenbrust-Zaunkönigs von März bis Juli. Das Nest bauen beide Geschlechter. Es ist ein kugelförmiges Nest, das aus zwei Kammern besteht. Innen verwendet er zum Bau Fasern und Blattspreite, außen bedeckt er es mit grünem Moos. Die Nestkammer ist auf der Seite, an dem es am Zweig angebracht wird. Auf der anderen Seite baumelt es mit einem nach unten zeigenden Eingang und Vorraum. Das Nest baut er typischerweise in Gestrüpp oder Kakaobüschen oder auf der Spitze von Palmwedeln in 1,5 bis 6,0 Metern über dem Boden. Das Nest wird auch als Schlafplatz genutzt. Ein Gelege besteht aus zwei bis drei Eiern, die ohne Markierungen weiß bis bläulich weiß sind. Die Bebrütung erfolgt ausschließlich durch das Weibchen. Die Küken werden von beiden Geschlechtern ca. 16 Tage lang gefüttert, bevor sie flügge werden.

## Verbreitung und Lebensraum

Verbreitungsgebiet des Streifenbrust-Zaunkönigs (grün)

Der Streifenbrust-Zaunkönig bevorzugt die Ränder von Waldungen, offene Gebiete des Waldes und überhängende Vegetation entlang von Flussströmen. In Costa Rica sieht man ihn in Kakao-Plantagen in tieferen Höhenlagen oder in schattigen Kaffee-Plantagen etwas höher. Er bewegt sich in Höhenlagen von Meeresspiegel bis 1100 Metern.

## Migration
Es wird vermutet, dass der Streifenbrust-Zaunkönig ein Standvogel ist.

## Etymologie und Forschungsgeschichte
Die Erstbeschreibung des Streifenbrust-Zaunkönigs erfolgte 1865 durch Osbert Salvin unter dem wissenschaftlichen Namen Thryothorus thoracicus. Das Typusexemplar stammte aus dem Distrikt Tucurrique in Costa Rica und wurde von Enrique Arcé gesammelt. 2006 führte Nigel Ian Mann, Frederick Keith Barker, Jefferson Alden Graves, Kimberly Anne Dingess-Mann und Peter James Bramwell Slater die für die Wissenschaft neue Gattung Cantorchilus ein. Dieser Name leitet sich von »cantus« für »Lied« und »orkhilos ορχιλος« für »Zaunkönig« ab. Der Artname »thoracicus« ist das lateinische Wort für »Brust« und lässt sich aus dem griechischen »thōrax, thōrakos θωραξ ,θωρακος« für »Brustplatte« ableiten.